# Friedrich Klingner

Friedrich Klingner

Friedrich Klingner (* 7. Juli 1894 in Dresden; † 26. Januar 1968 in München) war ein deutscher klassischer Philologe, der als Professor an den Universitäten Hamburg (1925–1930), Leipzig (1930–1947) und München (1947–1963) wirkte. Als einer der führenden Latinisten seiner Zeit trieb er die Beschäftigung mit der lateinischen Literatur voran und legte Untersuchungen zu Sallust, Vergil, Horaz und Tibull vor, die bis heute grundlegend sind.

## Leben
Friedrich Klingner war der Sohn des Lehrers Albrecht Klingner (1865–1939) und dessen Ehefrau Martha Klingner, geborene Pönitz (1865–1941). Er begann im Sommersemester 1914 sein Studium, musste es aber bei Ausbruch des Ersten Weltkriegs unterbrechen. Nach der Rückkehr von der Front setzte er sein Studium in Berlin fort. Hier hatten besonders der Gräzist Ulrich von Wilamowitz-Moellendorff und der Latinist Paul Friedländer auf ihn Einfluss: Methodisch wurde Klingner von Wilamowitz geprägt, Themen und Perspektiven empfing er auf Anregung Friedländers. Mit ihm wechselte er 1920 nach Marburg. Dort wurde er 1921 mit einer Dissertation über die Schrift De consolatione philosophiae des Boethius promoviert, die in der Reihe Philologische Untersuchungen erschien. 1923 kehrte Klingner als Assistent und Bibliothekar nach Berlin zurück und schloss sich dem Kreis um Werner Jaeger an, wo er unter anderem Otto Regenbogen kennenlernte.
Schon nach zwei Jahren in Berlin erhielt Klingner einen Ruf der noch jungen Universität Hamburg auf eine ordentliche Professur, die mit dem Tod des ersten Lehrstuhlinhabers Otto Plasberg vakant geworden war. In Hamburg wirkte Klingner fünf Jahre lang, bis er 1930 als Nachfolger des verstorbenen Richard Heinze nach Leipzig wechselte. Hier lehrte er bis nach dem Zweiten Weltkrieg. Im November 1933 unterzeichnete er das Bekenntnis der deutschen Professoren zu Adolf Hitler. 1947 wechselte er an die Ludwig-Maximilians-Universität München, wo er bis an sein Lebensende lehrte und forschte (seit 1963 als Emeritus). Im akademischen Jahr 1957/1958 war er Rektor der Münchner Universität.
Er war Ordentliches (1935–1947) und Korrespondierendes (1947–1968) Mitglied der Philologisch-Historischen Klasse der Sächsischen Akademie der Wissenschaften zu Leipzig, Korrespondierendes Mitglied der Österreichischen Akademie der Wissenschaften zu Wien (1956–1968), auswärtiges Mitglied der Königlich Schwedischen Akademie der Wissenschaften zu Stockholm (1957–1968) sowie Ordentliches Mitglied der Bayerischen Akademie der Wissenschaften zu München (1947–1968).

## Wirken
Friedrich Klingner war einer der führenden Latinisten seiner Zeit und trug wie Eduard Fraenkel zum Aufschwung der Latinistik im 20. Jahrhundert bei. Er beschäftigte sich in seiner Forschung mit der klassischen und nachklassischen lateinischen Literatur; griechische und altlateinische Prätexte zog er heran, wenn es die Untersuchung erforderte.
Schon in seiner Habilitationsschrift über Boethius ("Amore doctus Dantis ...") wies Klingner auf zahlreiche Mängel der verbreiteten These Useners hin, das Werk sei größtenteils auf den Protreptikos des Aristoteles zurückzuführen. Klingner trennte und erläuterte im Werk die Einflüsse kynischer, stoischer, neuplatonischer und christlicher Weltanschauung.
Bedeutender waren Klingners Forschungen über die römischen Historiker, Epiker und Lyriker. Er wies nach, dass Sallust ein eigenes Geschichtsbild hatte und damit das des Poseidonios überwunden hatte; außerdem widerlegte er – wie auch Hans Drexler – die These, dass Sallusts Geschichtsschreibung von einer bestimmten Partei eingenommen sei. Seit 1930 beschäftigte er sich mit dem Lebenswerk des Dichters Vergil, in dem er eine werkübergreifende Einheit erkannte. Die Werke des Lyrikers Horaz gab er nach sorgfältiger Auswertung der Handschriften und Klärung der Überlieferungslage in einer neuen kritischen Ausgabe heraus, die noch heute grundlegend ist.
Mit der griechischen Literatur beschäftigte sich Klingner ebenfalls. Bei den Epen Ilias und Odyssee stellte er fest, dass nach stilistischen Gesichtspunkten nur die Dolonie und die Telemachie als spätere Einschübe anzusehen seien.

## Schriften (Auswahl)
- Q. Horatius Flaccus: Opera. Teubner, Leipzig 1939. Dritte Auflage, Teubner, Leipzig 1959 (Nachdruck 1970, 1982, 2008).
- Römische Geisteswelt: Essays über Schrifttum und geistiges Leben im alten Rom. Dieterich, Leipzig 1943. Fünfte vermehrte Auflage, Ellermann, München 1965 (Nachdruck 1972, 1979)
- Studien zur griechischen und römischen Literatur. Artemis, Zürich/Stuttgart 1964 (mit Bild und Schriftenverzeichnis).
- Virgil: Bucolica, Georgica, Aeneis. Artemis, Zürich/Stuttgart 1967.